# Oreopasites scituli
Oreopasites scituli är en biart som beskrevs av Cockerell 1906. Oreopasites scituli ingår i släktet Oreopasites och familjen långtungebin. Inga underarter finns listade i Catalogue of Life.